# آلمودنا گراندس
ماریا ده لا آلمودنا گراندس هرناندز (۷ مه ۱۹۶۰ – ۲۷ نوامبر ۲۰۲۱) نویسنده‌ای اسپانیایی بود. وی نویسنده ۱۴ رمان و سه مجموعه داستان کوتاه بود که آثارش به بیش از ۲۰ زبان ترجمه شده و بارها برای فیلم اقتباس گشته‌اند. او جوایزی همچون جایزه ملی ادبیات برای داستان و جایزه مدیترانه را دریافت نمود. نخست‌وزیر اسپانیا پدرو سانچز او را «یکی از مهم‌ترین نویسندگان دوران ما» خطاب کرد.

## اوایل زندگی و حرفه
آلمودنا گراندس در ۷ مه ۱۹۶۰ در محله چامارتین شهر مادرید، اسپانیا به دنیا آمد. او نوشتن را از نه‌سالگی آغاز کرد و مدرک خود را در رشته جغرافیا و تاریخ از دانشگاه کمپلوتنسه مادرید اخذ نمود. پس از دریافت مدرک خود، او به نگارش متون برای دانش‌نامه‌ها پرداخت.
بر اساس تجربیات خود در دوره جنبش فرهنگی لا موویدا، او نخستین رمان خود با نام سنین لولو را در سال ۱۹۸۹ منتشر کرد؛ رمانی اروتیک و بی‌پرده که موفقیت چشمگیری کسب کرد و جایزه لا سونریسا ورتیکال را از آن خود کرد. این رمان تاکنون به بیش از بیست زبان ترجمه شده است. کارگردان بیگاس لونا فیلمی بر اساس این رمان با نام سنین لولو ساخت که خاویر باردم در آن ایفای نقش کرد.
امیلی لی. برگمن اظهار کرد که این رمان «پیشرفتی چشمگیر در زمینه اروتیسم در آثار نویسندگان زن» به‌شمار می‌آید. این رمان بیش از ۱٫۵ میلیون نسخه در سراسر جهان فروخته است.
رمان دوم او، تو را جمعه خواهم نامید، در سال ۱۹۹۱ به چاپ رسید و در سال ۱۹۹۶ توسط خراردو اررو برای سینما اقتباس گردید. در همان سال، او مجموعه‌ای با عنوان مدل‌های زن را منتشر کرد. سومین رمان او، مالنا یک نام تانگو است، در سال ۱۹۹۴ منتشر شد و بار دیگر تحسین بسیاری را برانگیخت و موفقیتی چشمگیر برای او به ارمغان آورد.
در ادامه، او اطلس جغرافیای انسانی را در سال ۱۹۹۸ منتشر کرد (که توسط آزوسنا رودریگز به فیلمی تبدیل شد)، هوای سخت را در سال ۲۰۰۲ به چاپ رساند، قلعه‌های کاغذی را در سال ۲۰۰۴ منتشر کرد و قلب یخ‌زده را در سال ۲۰۰۷ روانه بازار کرد.

## سبک
آثار ادبی گرانده توسط نویسندگان اسپانیایی قرن نوزدهم از جمله امیلیا پاردو بازان و بنیتو پرز گالدوس تحت تأثیر قرار گرفته است. کتاب‌های او به بررسی زندگی مردم اسپانیا در ربع آخر قرن بیستم و سال‌های ابتدایی قرن بیست و یکم می‌پردازند و سبکی واقع‌گرایانه با تمرکز بر تأملات روان‌شناختی دارند.
زمانی که او کودک بود، پدربزرگش ادیسه اثر هومر را به او هدیه داد. او این اثر را، همراه با دن کیشوت، به‌عنوان دو منبع الهام بزرگ در کارهایش می‌دانست؛ به‌ویژه برای علاقه‌اش به شخصیت‌هایی که نمونه‌هایی از بازماندگان بودند—کسانی که با تلاش و تدبیر، شرایط خود را مدیریت می‌کردند، به‌جای آنکه قهرمان یا ضدقهرمان باشند.
گرانده از نظر سیاسی چپ‌گرا بود و آثار او حول محور رژیم فرانسیسکو فرانکو و تأثیری که بر دموکراسی گذاشت، می‌چرخد.

## دیدگاه‌ها و فعالیت‌های اجتماعی
گرانده چهره‌ای برجسته در جناح چپ‌گرا بود. او اظهار کرده بود که مطالعه، او را به سوی این دیدگاه سیاسی سوق داده است. وی در موارد متعددی به حزب چپ متحد رأی داده بود. او ستون‌نویس دائمی روزنامه ال‌پائیس و همچنین یکی از همکاران برنامه‌های رادیویی همچون کادنا سر بود. او همچنین خود را ضدمذهبی و جمهوری‌خواه می‌دانست.